# ナッシュワーク砦の戦い
ナッシュワーク砦の戦い（ナッシュワークとりでのたたかい）は、ウィリアム王戦争中に、ボストンから出兵したニューイングランド軍が、アカディアのナッシュワーク砦（現在のニューブランズウィック州フレデリクトン）を攻撃したものである。その前に、現在のメイン州ブリストルで起きたペマキッドの戦いへの報復として、ニューイングランド軍が、フランス軍とインディアンの同盟軍を攻撃し、マサチューセッツ湾直轄植民地民兵隊の大佐、ベンジャミン・チャーチが指揮官としてニューイングランドの400人の兵を率いた。この戦いは、1696年の10月18日から10月20日まで2日間続き、チャーチによる他のアカディア地域侵略の先駆けとなった。

## 歴史的背景

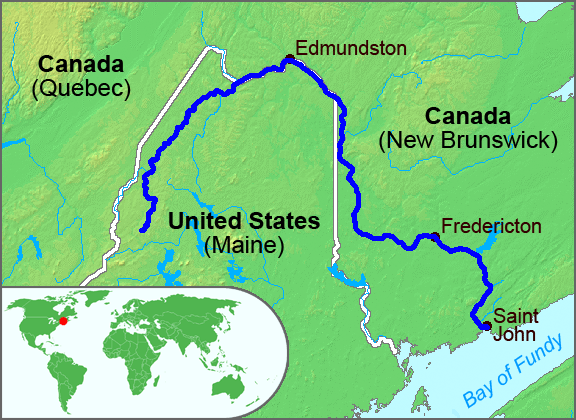
セントジョン川周辺の地図。河口がセントジョン、その上流にフレデリクトン（ナッシュワーク）が見える。

ウィリアム王戦争の期間中、フランスは、1696年のペマキドの戦いを制し、ウィリアム・ヘンリー砦を破壊した。この砦は、ニューイングランド植民地の民兵隊長であるベンジャミン・チャーチが、建築に助力したものであった 。この敗戦への報復として、チャーチはその翌月、シグネクト奇襲でアカディアを征服し、その後首都のナッシュワークを包囲した。
ナッシュワークの砦は、丸太の矢来をめぐらしており、四方に出入り口があった。これを建てたのは、1691年から1692年にアカディア総督を務めたジョゼフ・ロビノー・ド・ヴィユボンで、アカディアの首都を、ジェムセグからナッシュワークに移した人物である。首都移転の理由は、川の上流に首都を持ってきたほうが、防御の面から安全であると、ヴィユボンが考えたからであった。ヴィユボンにより「サンジョゼフ砦」と名付けられたこの砦は、ナッシュワーク川の北岸にあり、その近くでナッシュワーク川とセントジョン川とが交差していた。また、この地は、マリシート族の居住地の中心であるメデュクティクに近く、古くからの連水経路に面しており、この点でも、ヴィユボンには戦略的に有利であった。

## 包囲戦

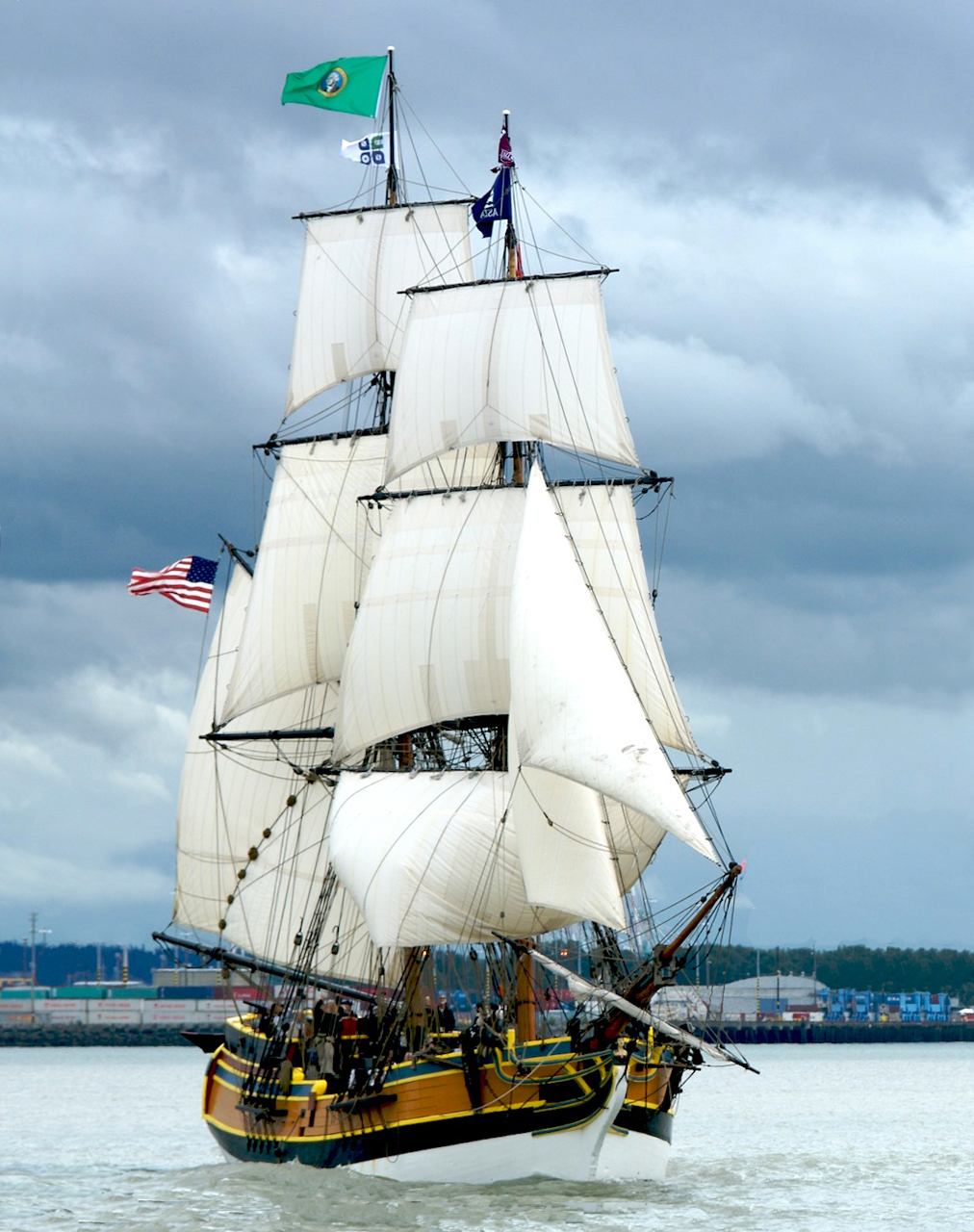
ブリッグ船
（レディ・ワシントン）

フランス軍部隊の指揮官、シュヴァリエによる最初の情報では、10月1日、セントジョン川の港にイングランドのブリッグ船が入港し、ヴィユボンが10月5日に、自身の兄弟であるニュヴェレットと7人の兵をセントジョン川下流に偵察にやり、シュヴァリエのもとへ物資を運ばせた。10月9日、ニュヴェレットはナッシュワーク砦に手紙をよこした、それには、6隻のイングランドの軍艦がセントジョンに入港して、シュヴァリエの軍への攻撃に成功したのち、200人の兵が上陸したことが書かれていた。10月12日、ニュヴィレットは退却して、ナッシュワーク砦へ戻る途中、ネレピス砦（後のボワシュベール砦）でインディアンに助けられたフランス兵7，8人を連れて戻った。ネレピス砦は、その時イングランドの攻撃に遭っていた。イングランドは用心深く接近を続け、10月16日にジェムセグの下流からわずかな距離のところにいたところを、ニュヴェレットに見つかった。

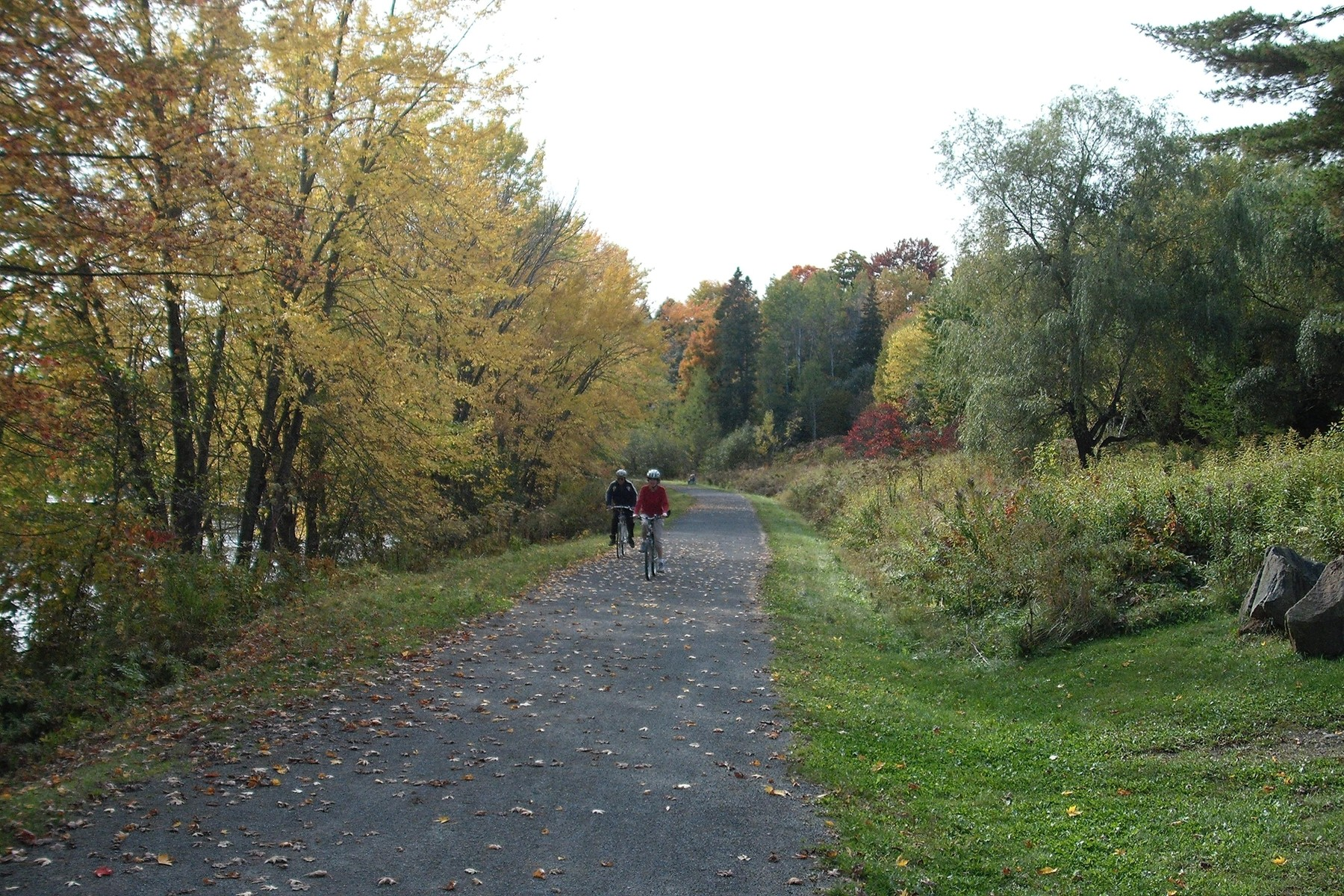
ナッシュワーク川沿いの道

知らせを受けたヴィユボンは、防戦体制を整えた。その数日前の10月11日、ヴィユボンは、シモン＝ジェラール神父に頼んで、砦をイングランド攻撃から守るために、メデュクトゥクからマリシート族の民兵を召集した 。10月16日、シモン神父とアカディア人のクリニャンクールは36人のマリシート族を率いて、ナッシュワーク砦の防御に向かった。ヴィユボンは自らの陣地のより一層の防御のために、陣地に火を放って家を焼き払い、余分な火薬を隠し場所に収め、兵を配置につかせた。10月18日、イングランド軍は砦の反対側に到着し、3台の大砲を下して（うち2台はよく機能したが、もうひとつはあまり効果を発揮しなかった、それというのも、この1台はフランス軍との距離があまりに近く、そのためヴィユボンの部隊のマスケット銃の弾を浴びせられたからであった）、ナッシュワーク川の南側に設堡陣地を築いた。10月17日にはピエール・メゾネ・ディ・バティストも、砦の防御についていた。その日、バティストは、セントジョン川沿いに住むアカディア人入植者10人を連れて到着していた。
バティストは、包囲戦の間中メデュクティクから来たマリシート族と合流した。2日間にわたって両軍の猛烈な砲撃が続いたが、位置的に有利なフランスに分があった。また、クリニャンクールとバティストは、インディアンの同盟兵を連れて、ナッシュワーク川沿いに赴き、進軍してくるイングランドの同盟インディアン兵に銃火を浴びせた。包囲の2日目、正午ごろにケベックからファレーズが到着し、すぐさまイングランドと交戦状態に入った。フランス軍は砦から絶え間なく砲撃を仕掛けており、イングランドの大砲の2台目を使い物にならなくして、最後に残った1台からの砲撃を手間取らせることができた。ニューイングランド軍は完敗で（8人が戦死し、17人が負傷した）陣地から撤退し、ナッシュワーク川の下流へと退却した。フランス軍はマスケット銃を撃ち続け、あたかもインディアンが後を追っているかのごとく思わせて、イングランド軍の退却に邪魔を入れ続けた。フランス軍の死傷者は、戦死したシュヴァリエと、マテュー・ダムールとあと1人の負傷者だったが、ダムールもその後間もなく死亡した。

## その後のアカディア

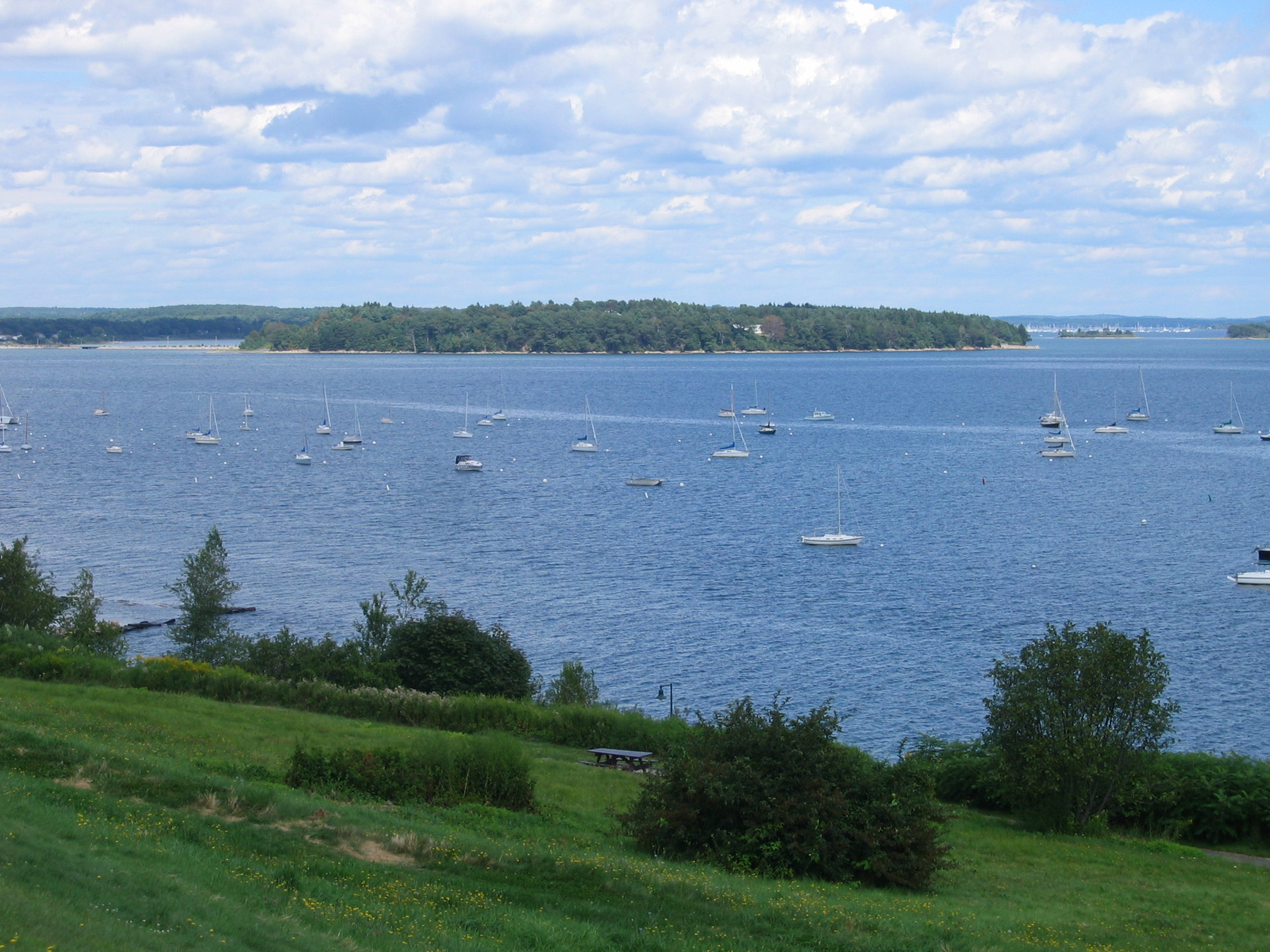
カスコ湾

このチャーチの作戦の失敗を受け、アカディア人でオークパクのルネ・ダムールとシモン・ジェラール神父が、マリシート民兵の遠征に同行した。しかし、アカディアでも最大規模のインディアン部族による遠征は、結局、目標をなしとげられなかった 。
一方バティストは、ナッシュワーク砦からの退却の際、イングランド軍が乗り捨てた2隻の小舟を使ってグランプレへ行き、到着後、軍艦に武器を積んで、アカディア人の乗組員を募り、ニューイングランドの沿岸を奇襲した。1697年の3月、バティストは、カスコ湾から3リーグ（約15キロ）の範囲内で、8隻のニューイングランド漁船を拿捕した 。バティストもこの戦いで3度負傷したが、船を拿捕して捕虜を連れて帰ることは可能だった。その場にいた、ニューイングランドの私掠船も撃退したバティストは、戦利品と共に、ゆうゆうとグランプレに戻ることができた。
チャーチとニューイングランド兵は、ナッシュワークからの帰路に、シグネクトを含めたアカディアの一部で集落を焼き、アカディア人を捕虜にした。後にチャーチは、アン女王戦争で再びアカディアに襲撃を加えた。

## 関連文献
- John Gyles. Memoirs of odd adventures, strange deliverances, &c. in the captivity of ... 1735. pp. 37-38
- Villebon letter, Oct. 22, 1696, Webster, p. 89-94 Villebon Letters
- Benjamin Church, Thomas Church, Samuel Gardner Drake. The history of King Philip's war ; also of expeditions against the French and Indians in its Eastern parts of New England, in the years 1689, 1692, 1696 AND 1704. With some account of the divine providence towards Col. Benjamin Church. (See Benjamin Church - Online Book)
- The History of the Great Indian War Church's Book  pp.228-233
- Beamish Murdoch A history of Nova-Scotia, or Acadie, Volume 1, pp. 228-231 See Beamish
- Faragher, John Mack, A Great and Noble Scheme New York; W. W. Norton & Company, 2005. pp. 110–112 ISBN 0-393-05135-8
- N.E.S. Griffiths. 2005. Migrant to Acadian, McGill-Queen’s University Press. pp. 206–208
- W.O. Raymond. The old Meductic Fort and the Indian chapel of Saint Jean Baptiste: paper read before the New Brunswick Historical Society (1897)